# Джессіка Сімпсон
Дже́ссіка Енн Сі́мпсон (англ. Jessica Ann Simpson; нар. 10 липня 1980 року, Абілін, Техас, США) — американська співачка, акторка, телеведуча та дизайнер.
Домоглася сім Billboard Top 40 хітів, три золотих і два мульти-платинових сертифікованих студійних альбомів, чотири з яких досягли 10 найкращих на американському Billboard 200. Вона продала 20 мільйонів альбомів по всьому світу.

## Дискографія

### Студійні альбоми
- Sweet Kisses (1999)
- Irresistible (2001)
- In This Skin (2003)
- Rejoyce: The Christmas Album (2004)
- A Public Affair (2006)
- Do You Know (2008)
- Happy Christmas (2010)

### Збірники
- This Is the Remix (2002)
- A Special Christmas Collection (2004)
- Playlist: The Very Best of Jessica Simpson (2010)

## Фільмографія
| Рік       |   | Українська назва      | Оригінальна назва      | Роль                                   |
| --------- | - | --------------------- | ---------------------- | -------------------------------------- |
| 2002      | ф | Майстер перевтілення  | The Master of Disguise |                                        |
| 2002—2003 | с | Шоу 70-х              | That '70s Show         | різні ролі                             |
| 2003      | с | Зона сутінків         | The Twilight Zone      | Міранда Еванс (серія «The Collection») |
| 2005      | ф | Придурки з Хаззарду   | The Dukes of Hazzard   | Дейзі Дюк                              |
| 2006      | ф | Працівник місяця      | Employee of the Month  | Емі Ренфро                             |
| 2007      | ф | Блондинка з амбіціями | Blonde Ambition        | Кеті Грегерстіч                        |
| 2008      | ф | Секс-гуру             | The Love Guru          | Джейн Буллард                          |
| 2008      | ф | Кінозірка в погонах   | Major Movie Star       | Меган Валентайн                        |